# Musique autiste
Musique autiste (sous-titre : Vivre et composer avec le syndrome d'Asperger) est un livre écrit par Antoine Ouellette, préfacé par le Dr Laurent Mottron et paru en 2011 aux éditions Triptyque. Le livre a eu une réédition en 2018 aux éditions Varia.Groupe Nota Bene.

## Contenu
Ce livre écrit par le compositeur et biologiste Antoine Ouellette, en 2011 à la suite de son diagnostic tardif d'autiste Asperger obtenu à 47 ans, est à la fois un témoignage autobiographique et une ressource encyclopédique et scientifique sur l'autisme et plus spécialement le syndrome d'Asperger.
Les chapitres alternent les deux pôles comme un écho permettant au lecteur de progresser sur le parcours de vie de l'auteur de l'enfance à l'âge adulte, ses difficultés et réussites scolaires, sociales et professionnelles mais également sur les connaissances scientifiques de cette différence neuro-développementale qu'est l'autisme. L'auteur insiste sur les capacités de l'esprit autistique - et du sien tout particulièrement au travers de la création musicale et de son lien sacré à la nature - à trouver malgré les difficultés rencontrées des ressources internes qui lui permettront de trouver équilibre.
L'ouvrage est préfacé par le Dr Laurent Mottron, pour qui le « plus grand intérêt de cet ouvrage est de développer, et même d'incarner, le thème de l'influence des autistes sur la marche du monde. »,.

## Réception critique
Il a été finaliste du Prix Hubert-Reeves en 2012.